# Gare de Nomain
Ne doit pas être confondu avec Gare de Nomain-Ouvignies.
La gare de Nomain est une gare ferroviaire française de la ligne de Fives à Hirson, située au lieu-dit La Coquerie sur le territoire de la commune de Nomain dans le département du Nord, en région Hauts-de-France.
C'est une halte voyageurs de la Société nationale des chemins de fer français (SNCF) desservie par des trains TER Hauts-de-France.

## Situation ferroviaire
Établie à 47 mètres d'altitude, la gare de Nomain est située au point kilométrique (PK) 17,984 de la ligne de Fives à Hirson, entre les gares ouvertes de Templeuve et d'Orchies.

## Service des voyageurs

### Accueil
Halte SNCF, c'est un point d'arrêt non géré (PANG) à accès libre, ouvert au public 24H/24. 

### Desserte
Nomain est desservie par des trains TER Hauts-de-France qui effectuent des missions omnibus de type C60 reliant Lille-Flandres à Valenciennes. En semaine, pas plus de deux trains desservent la halte, un seul le matin à destination de Lille et un seul le soir en direction de Valenciennes. Aucun train ne dessert Nomain les week-ends et jours feriés. 

### Intermodalité
Un parking pour les véhicules y est aménagé. 